# Karl Vaino
Pour les articles homonymes, voir Vaino.
Karl Vaino, né le 28 mai 1923 à Tomsk en Russie (à l'époque en Union soviétique) et mort le 12 février 2022, est un homme politique soviétique puis russe, ancien dirigeant du Parti communiste d'Estonie.

## Biographie
Karl Vaino nait à Tomsk en Sibérie occidentale de parents d'origine estonienne. Il ne maîtrisera jamais parfaitement la langue estonienne. Il fait une carrière au sein du Parti communiste soviétique. En 1978, Johannes Käbin, à l'époque Premier secrétaire du Comité central du Parti communiste d'Estonie, est révoqué de son poste par le Premier secrétaire soviétique Léonid Brejnev pour avoir fait preuve d'une trop grande indépendance par rapport au pouvoir central. Karl Vaino, qui est aux yeux des dirigeants soviétiques un communiste sûr, le remplace. Il applique une politique strictement conforme aux instructions de Moscou et lance le mouvement de russification de l'Estonie. Vaino est très impopulaire dans son pays car il contribue à développer l'appareil de répression soviétique. On lui reprochait également de lire tous ses discours en russe.
Avec l'arrivée au pouvoir à Moscou de Mikhaïl Gorbatchev, le Parti communiste estonien se divise en deux fractions, l'une aux ordres de Moscou et l'autre qui tente d'obtenir une plus grande autonomie pour l'Estonie. La fraction pro-moscovite perd progressivement du terrain et le réformateur Vaino Väljas, ancien ambassadeur soviétique au Venezuela et au Nicaragua remplace Karl Vaino, le 16 juin 1988 . Quelques semaines plus tard le nouveau dirigeant entame le processus qui conduira à l'indépendance de l'Estonie.
Karl Vaino quitte Tallinn pour Moscou où il vit retiré.

### Famille
Son petit-fils Anton est, depuis août 2016, chef de l'administration présidentielle de Russie.